# Gustav Herzog

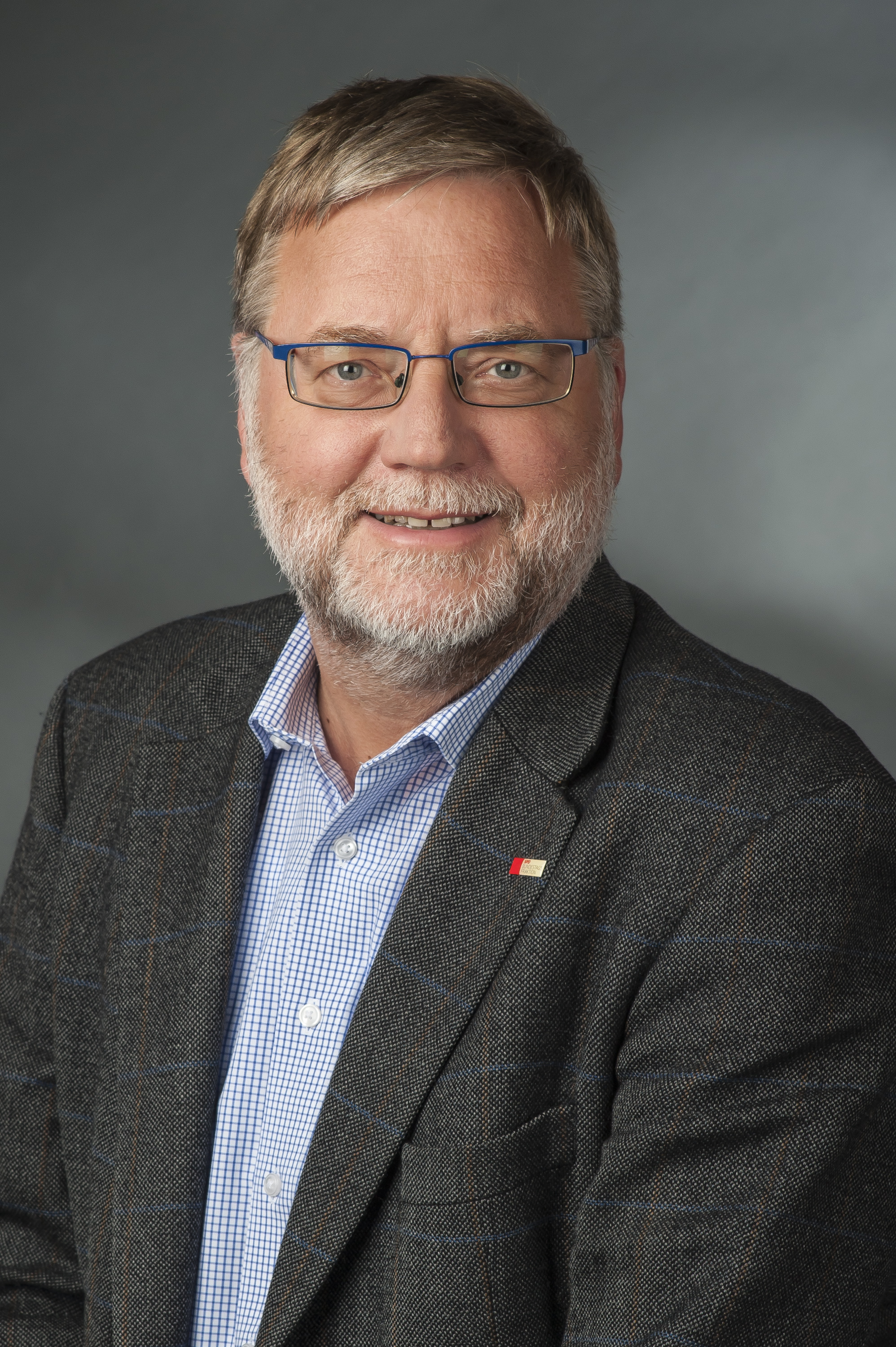
Gustav Herzog (2014)

Gustav Herzog (* 11. Oktober 1958 in Harxheim, jetzt Zellertal) ist ein deutscher Politiker (SPD). Von 1998 bis 2021 war er Mitglied des Deutschen Bundestages.

## Leben und Beruf
Nach der Mittleren Reife 1974 absolvierte Herzog eine Ausbildung zum Chemielaboranten und war anschließend in diesem Beruf bis 1987 tätig. Er wechselte dann als Mitarbeiter in das Wahlkreisbüro des damaligen Bundestagsabgeordneten Horst Sielaff, wo er bis zu seiner eigenen Wahl in den Bundestag 1998 arbeitete.
Herzog ist evangelisch, verheiratet und Vater von zwei Kindern.

## Partei
Seit dem Jahr 1975 ist Herzog Mitglied der SPD und seit 1991 Vorsitzender des SPD-Unterbezirks Donnersberg. Er war 1978 Gründungsmitglied des Ortsvereins Zellertal und in den Jahren 1986 bis 1999 dessen Vorsitzender.

## Abgeordneter
Seit 1984 gehört Herzog dem Gemeinderat seines Heimatortes Zellertal an. Hier war er von 1989 bis 1999 auch Vorsitzender der SPD-Fraktion. Daneben war er von 1984 bis 1989 Mitglied des Rates der Verbandsgemeinde Göllheim sowie des Kreistages des Donnersbergkreises.
Seit 1998 war Herzog Mitglied des Deutschen Bundestages und fungierte seit 2005 als Sprecher der Landesgruppe Rheinland-Pfalz in der SPD-Bundestagsfraktion. Er war als ordentliches Mitglied im Ausschuss für Verkehr und digitale Infrastruktur sowie im Ausschuss Digitale Agenda tätig. Zudem gehörte er als stellvertretendes Mitglied dem Ausschuss für Ernährung und Landwirtschaft und dem Ausschuss für Bildung, Forschung und Technikfolgenabschätzung an. Zudem war er Mitglied in der Kommission des Ältestenrats für Informations- und Kommunikationstechnik.
1998 zog Herzog als direkt gewählter Abgeordneter des damaligen Wahlkreises Frankenthal in den Bundestag ein. Seit 2002 vertrat er, jeweils direkt gewählt, den Wahlkreis Kaiserslautern, der die Stadt Kaiserslautern, den Nordteil des Landkreises Kaiserslautern sowie den Donnersbergkreis und den Landkreis Kusel umfasst. Bei der Bundestagswahl 2005 erreichte er in seinem Wahlkreis 44,2 % der Erststimmen und 2009 34,6 %. Damit war er neben Klaus Hagemann der einzige direkt gewählte Vertreter der rheinland-pfälzischen SPD im Bundestag. Bei der Bundestagswahl 2013 gewann er mit 38,5 % im Wahlkreis Kaiserslautern als einziger SPD-Kandidat aus den südlichen Bundesländern Rheinland-Pfalz, Bayern, Baden-Württemberg und Saarland das Direktmandat.

## Öffentliche Ämter
Herzog war von 1999 bis 2004 ehrenamtlicher Bürgermeister seines Heimatortes Zellertal.

## Mitgliedschaften
Seit 1976 ist Herzog Mitglied der Industriegewerkschaft Bergbau, Chemie, Energie. Er ist Mitglied der Deutsch-Südamerikanischen und der Deutsch-Belarussischen Parlamentariergruppe im Deutschen Bundestag. Außerdem ist er Mitglied der überparteilichen Europa-Union Deutschland, die sich für ein föderales Europa und den europäischen Einigungsprozess einsetzt.

## Initiativen
Herzogs Herkunftsregion, das Zellertal, gehört zum pfälzischen Weinbaugebiet. 2002 war er Mitinitiator des Parlamentarischen Weinforums, einer überparteilichen Initiative von Bundestagsabgeordneten, die empfiehlt, bei offiziellen Anlässen deutschen Wein anzubieten. Seit der Neugründung des Forums im Jahr 2014 oblag Herzog die Funktion des Koordinators.

## Auszeichnungen
Im Jahr 2024 wurde Herzog mit dem Bundesverdienstkreuz am Bande ausgezeichnet.